# Calcinazione
La calcinazione è un termine, noto fin dai tempi dell'alchimia, che definisce un processo di riscaldamento ad alta temperatura, protratto per il tempo necessario ad eliminare tutte le sostanze volatili da una miscela solida o da un singolo composto. Gli alchimisti consideravano calcinazione anche l'ossidazione di un metallo in ossido, in cui la sostanza volatile che si allontanava era ritenuta essere il flogisto. Simbolo alchemico della calcinazione è la salamandra, eletto a tale dignità dagli alchimisti stessi a causa della sua (presunta e leggendaria) capacità di resistere al fuoco diretto.
Esempi classici di sostanze calcinabili sono quelle organiche, che eliminano anidride carbonica e vapor d'acqua, o sostanze inorganiche quali i carbonati (eliminano CO2) o i solfiti (eliminano SO2).
Questo processo è stato usato fin dall'antichità nella produzione di pigmenti pittorici inorganici.
Molti pigmenti vengono trasformati nella loro forma di impiego mediante riscaldamento ad alte temperature comprese tra 800-1000 °C. In questo procedimento si elimina l'acqua di cristallizzazione e si fa assumere al pigmento la costituzione cristallografica desiderata. Per esempio il minio viene ottenuto per calcinazione del carbonato di piombo, tenendo il sale in muffola a 400 °C per sette giorni. La reazione che avviene è:
{\displaystyle {\ce {3 PbCO3 + 1/2 O2 -> Pb3O4 + 3 CO2}}}
con cui si ottiene il pigmento rosso-arancio Pb3O4.
Anche il blu egizio, utilizzato fin dal terzo secolo a.C., viene prodotto attraverso la calcinazione.
La calcinazione è anche una pratica comune della chimica analitica e dell'industria.